# MODEL3
MODEL3（モデルスリー）は1996年にセガによって開発されたアーケードゲーム基板である。

## 概要
メインCPUにIBMのPowerPC 603。描画プロセッサはロッキード・マーティン社との共同開発によるReal3D/PRO-1000。MODEL1、MODEL2と同様、音源制御にMC68000を採用。音源チップには、ヤマハのSCSPを搭載している。
また、CPUのクロックの違い等で4つのバージョン（Step 1.0 / 1.5 / 2.0 / 2.1）が存在する。
これまでの基板であるMODEL1やMODEL2に存在した、シェーディング方式やテクスチャマッピングに関する幾つもの制約が緩和され、3Dゲームの表現力が大きく向上した。
部品調達難に伴い、2017年3月31日を以って修理サポートが終了した。

## 仕様
- Main CPU: IBM PowerPC 603
  - Step 1.0 PowerPC 603 @ 66 MHz
  - Step 1.5 PowerPC 603 @ 100 MHz
  - Step 2.0, 2.1 @ PowerPC 603ev @ 166 MHz
- Graphics Chip: 2× ロッキード・マーティン Real3D/Pro-1000
- Sound CPU : モトローラ 68EC000 @ 11.3 MHz
- Sound Chip: 2× ヤマハ SCSP/YMF292-F 128-step DSP, MIDIインターフェイス, 64ボイス, 4チャンネル, ROM最大 16.5 MB, PCM 64チャンネル
- Main RAM: 8 MB
- Audio RAM: 1 MB
- 特殊機能: テクスチャーマッピング、トライリニアフィルタリング、マイクロテクスチャリング、スペキュラーリフレクション、グーローシェーディング、フラットシェーディング、アンチエイリアシング、アルファブレンディング

- MPEG音源再生用オプションボード
  - DSB1
    - CPU : Z80
    - Sound Chip : NEC uD65654GF102

  - DSB2
    - CPU : 68k
    - Sound Chip : NEC uD65654GF102

## 対応タイトル
Step 1.0
- バーチャファイター3（1996年）
- バーチャファイター3tb（1997年）
- ゲットバス（1998年）

Step 1.5
- スカッドレース（1996年）
- バーチャストライカー2（1997年）
- ロスト・ワールド/ジュラシック・パーク（1997年）
- スカッドレースプラス（1997年）
- ル・マン24（1997年）

Step 2.0
- ハーレー・ダビッドソン&L.A.ライダーズ（1998年）
- スキーチャンプ（1998年）
- セガラリー2（1998年）
- ファイティングバイパーズ2（1998年）
- 電脳戦機バーチャロン オラトリオ タングラム（1998年）
- バーチャストライカー2 '98（1998年）
- 電脳戦機バーチャロン オラトリオ・タングラム Ver.5.4（1999年）

Step 2.1
- デイトナUSA2（1998年）
- オーシャンハンター（1998年）
- スパイクアウト（1998年）
- スターウォーズ・トリロジー・アーケード（1998年）
- ダートデビルズ（1998年）
- デイトナUSA2パワーエディション（1998年）
- バーチャストライカー2 '99（1998年）
- マジカル・トロッコ・アドベンチャー（1998年）
- L.A.マシンガンズ（1998年）
- スパイクアウト・ファイナルエディション（1999年）
- バーチャストライカー2 '99.1（1999年）
- 救急車（1999年）